# Абрамівська сільська рада (Вишгородський район)
Абрамівська сільська рада — орган місцевого самоврядування у Вишгородському районі Київської області. Адміністративний центр — село Абрамівка.

## Загальні відомості
Абрамівська сільська рада була утворена в 1919 році. Територією ради протікає річка Здвиж.

## Населені пункти
Сільській раді були підпорядковані населені пункти:
- с. Абрамівка
- с. Дудки
- с. Савенки

## Склад ради
Рада складалася з 12 депутатів та голови.

### Керівний склад попередніх скликань
| ПІБ                            | Основні відомості                                               | Дата обрання | Дата звільнення |
| ------------------------------ | --------------------------------------------------------------- | ------------ | --------------- |
| Новиченко Василь Григорович    | Сільський голова, 1955 року народження, безпартійний            | 26.03.2006   | 28.04.2010      |
| Новиченко Володимир Вікторович | Сільський голова, 1987 року народження, освіта середня загальна | 31.10.2010   |                 |

Примітка: таблиця складена за даними джерела